# 나루시마 이즈루
나루시마 이즈루(成島 出, 1961년 ~ )는 일본의 영화 감독이자 각본가이다. 야마나시현 출신이다.

## 작품
- 2006년 《클라이머즈 하이》 각본
- 2008년 《러브 파이트》 감독
- 2010년 《고고한 메스》 감독
- 2011년 《8일째 매미》 감독
- 2011년 《연합 함대 사령장관 야마모토 이소로쿠》 감독